# Olszowa (gromada w powiecie brzezińskim)
Olszowa – dawna gromada, czyli najmniejsza jednostka podziału terytorialnego Polskiej Rzeczypospolitej Ludowej w latach 1954–1972.
Gromady, z gromadzkimi radami narodowymi (GRN) jako organami władzy najniższego stopnia na wsi, funkcjonowały od reformy reorganizującej administrację wiejską przeprowadzonej jesienią 1954 do momentu ich zniesienia z dniem 1 stycznia 1973, tym samym wypierając organizację gminną w latach 1954–1972.
Gromadę Olszowa siedzibą GRN w Olszowej utworzono – jako jedną z 8759 gromad na obszarze Polski – w powiecie brzezińskim w woj. łódzkim, na mocy uchwały nr 29/54 WRN w Łodzi z dnia 4 października 1954. W skład jednostki weszły obszary dotychczasowych gromad Olszowa, Stasiolas i Olszowa-Piaski (z wyłączeniem wsi Teklów) oraz przysiółek Ujazd przy granicy gruntów gromady Stasiolas z dotychczasowej gromady Ujazd ze zniesionej gminy Ujazd, a także obszar dotychczasowej gromady Rudnik ze zniesionej gminy Będków w tymże powiecie. Dla gromady ustalono 11 członków gromadzkiej rady narodowej.
Gromadę zniesiono 31 grudnia 1959, a jej obszar włączono do gromad Ujazd (wieś Stasiolas, wieś i kolonię Olszowa, wieś Olszowa-Piaski, przysiółek, kolonię i PGR Ujazd, wieś Helenów, wieś Wólka Krzykowska i wieś Maksymów) i Będków (wieś i kolonię Rudnik).